# Diễn Lợi
Diễn Lợi là một xã vùng trung du thuộc huyện Diễn Châu, tỉnh Nghệ An, Việt Nam.

## Địa lý - Hành chính
Vị trí địa lý của xã Diễn Lợi phía Nam giáp xã Diễn Phú; phía Tây giáp núi Động Thờ và đằng sau núi là xã Vĩnh Thành thuộc huyện Yên Thành; phía Bắc giáp xã Diễn Thắng, Diễn Cát và phía Đông giáp xã Diễn Thọ. Địa bàn xã nằm trong một vòng cung bao quanh là dãy núi, phía dưới là cánh đồng bằng phẳng.
Cư dân xã tập trung ở các Làng Cầu (còn gọi là Làng Vung), Kẻ Vin (Cửa Vin), Quang Trạch, Phú Lạc, Xuân Sơn.
Làng Xuân Sơn trước đây là một làng cổ, đầu làng và cuối làng có 2 cổng ngăn, bây giờ gọi là cổng Làng, cổng chào.

## Kinh tế
Kinh tế xã Diễn Lợi thuần nông. Kinh tế phát triển mạnh ở thôn Vin do xuất khẩu lao động nhiều, chăn nuôi và trồng trọt phát triển ở vùng Xuân Sơn và Quang Phú. Hiện nay, toàn xã đã có nhiều hộ gia đình dùng đất ruộng để quy mô thành chuồng trại, ao hồ. Bên cạnh đó doanh nghiệp tư nhân được phát triển mạnh. Hiện nay, các hộ gia đình gặp khó khăn đã mạnh dạn vay vốn ngân hàng để có vốn làm ăn trên đất nhà.